# Клин (Наро-Фоминский район)
Клин — деревня в Наро-Фоминском районе Московской области, входит в состав сельского поселения Волчёнковское. Численность постоянного населения по Всероссийской переписи 2010 года — 6 человек, в деревне числятся 3 улицы, 2 переулка и 4 садовых товарищества. До 2006 года Клин входил в состав Назарьевского сельского округа.
Деревня расположена в юго-западной части района, на левом берегу реки Исьма (приток Протвы), примерно в 9 км к востоку от города Верея, высота центра над уровнем моря 160 м. Ближайший населённый пункт — Гуляй-Гора на противоположном берегу реки.